# Coelapatetor aciculatior
Coelapatetor aciculatior är en stekelart som beskrevs av Heinrich 1967. Coelapatetor aciculatior ingår i släktet Coelapatetor och familjen brokparasitsteklar. Inga underarter finns listade i Catalogue of Life.